# Ланге, Александр Борисович
Александр Борисович Ланге (24 ноября 1921, Москва — 17 октября 1996, там же) — советский акаролог, кандидат биологических наук (1954), старший научный сотрудник кафедры энтомологии биологического факультета Московского государственного университета им. М. В. Ломоносова.

## Биография
Родился в семье художника Б. Н. Ланге (1888—1969). В 1944 году окончил Московский государственный университет по кафедре энтомологии, специализируясь по группе членистоногих — клещам.
А. Б. Ланге получил известность как автор раздела Хелицеровые в популярной книге «Жизнь животных» (3 т.), он писал статьи о клещах в Большой советской энциклопедии, Большой медицинской энциклопедии.
Работа А. Б. Ланге имела отношение как к теоретическим проблемам (вопросы эволюции и систематики клещей, например, он занимался систематикой паразитических гамазовых клещей и примитивных панцирных клещей), так и к практическим вопросам, связанным с патогенными клещами, например изучал крысиного клеща Ornithonyssus bacoti, возбудителя крысиного клещевого дерматита.
Вместе с Т. В. Соколовой, А. Ланге исследовал жизненный цикл чесоточного клеща Sarcoptes scabiei var. hominis. Он также изучал клеща Varroa jacobsoni возбудителя варроатоза пчёл.
Кроме клещей, А. Б. Ланге изучал комаров и других членистоногих.
Умер в 1996 году. Похоронен на Введенском кладбище (11 уч.).

## Семья
- Дочь — Мария Александровна Ланге (1946—2005), преподаватель кафедры цитологии и гистологии МГУ[1].

## Память
Памяти А. Б. Ланге посвящена книга «Паразитарные дерматозы: чесотка и крысиный клещевой дерматит» авторов Т. В. Соколовой и Ю. В. Лопатиной (М., 2003 г.).